# Прапор Тілта
Прапор Тілта був офіційно прийнятий муніципальною радою 9 жовтня 1980 року як муніципальний прапор комуни Західної Фламандії Тілт. 9 лютого 1981 року він був підтверджений Королівським указом і остаточно опублікований 2 квітня 1981 року в офіційній бельгійській газеті .

Офіційно прапор описується так: 
Білий з червоною саржею, супроводжується трьома перевернутими чорними ключами.
Прапор повністю заснований на муніципальному гербі і тому виглядає абсолютно однаково.

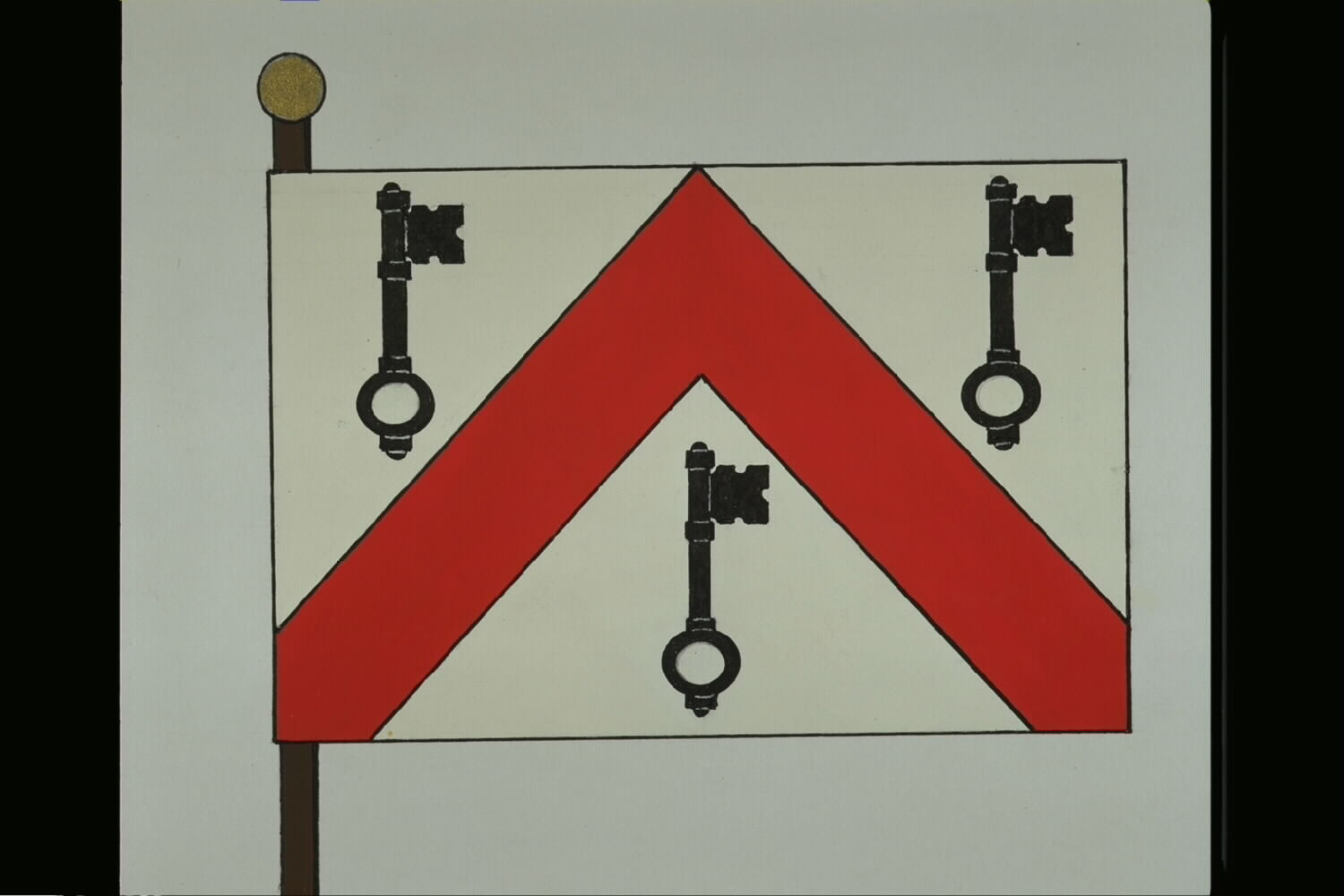
Офіційний малюнок прапора
Герб Тілта